# یارسلاو موچکا
یارُسلاو مُوچکا (چکی: Jaroslav Moučka; ۹ نوامبر ۱۹۲۳ – ۲۶ دسامبر ۲۰۰۹) بازیگر سینما اهل کشور جمهوری چک بود. او بین سال‌های ۱۹۵۴ تا ۲۰۰۰ در بیش از هشتاد فیلم بازی کرد.
از فیلم‌ها یا برنامه‌های تلویزیونی که وی در آن نقش داشته‌است می‌توان به مارکتا لازاروا، گوش اشاره کرد.